# Oziotelphusa populosa
Oziotelphusa populosa là một loài cua nước ngọt trong họ Gecarcinucidae.